# 조앤 크로퍼드
조앤 크로퍼드(영어: Joan Crawford, 본명: 루실 페이 러슈어, 본명 영어: Lucille Fay LeSueur, 1904년 3월 23일 ~ 1977년 3월 10일)은 미국의 배우이다. 브로드웨이에 데뷔 전 극장 회사에서 댄서로 시작한 크로퍼드는 1925년 메트로 골드윈 메이어와 영화 계약하였다. 초년에는 1920년대 재즈 시대의 쾌활한 왈가닥 소녀로 강한 인상을 주었으며 후기에는 심리적 멜로드라마의 스타로 발돋움했다. 이후 육체파 배우로 성장했으며, 호화로운 드레스에 모피를 두른 직업적으로 성공한 여인 역으로 종종 등장했다.
크로퍼드는 빌리 캐신이라는 이름으로 나이트클럽에서 춤을 추다가, 1924년에는 브로드웨이의 뮤지컬에 무용수로 출연했다. 1925년부터는 영화에 출연하여 〈춤추는 딸들〉(1928),〈춤, 바보, 춤〉(1931),〈춤추는 숙녀〉(1933) 등의 인기 있는 영화에서 춤 솜씨를 보여주었다. 그가 인상적인 배우로 성공한 초기 작품으로는 〈여인들〉(1939),〈수잔과 하느님〉(1940),〈이상한 짐〉(1940),〈여자의 얼굴〉(1941) 등이 있다. 크로퍼드의 연기생활에 전환점은 그가 아카데미상을 받은 《밀드레드 피어스》(1945)였다. 이 영화는 감정적이며 야심 있는 여인이 여급에서 레스토랑 체인점의 주인으로 성장하는 이야기를 다루었으며, 이 작품 뒤에 그는 〈유모레스크〉(1947),〈서든 피어〉(1952),〈에스더 코스텔로의 이야기〉(1957) 등의 수준높은 영화에 출연했다. 후기에 훌륭한 연기를 보인 영화로는 《제인의 말로》(1962)와 〈관리인〉(1963)이 있다.

## 생애
1904년 3월 23일 텍사스주 샌안토니오에서 태어난 조앤 크로퍼드의 본명은 루실 페이 러슈어 (영어: Lucille Fay LeSueur)였다. 부친이 가정을 버리자 세탁부였던 어머니는 캔자스시티의 기숙사제 스쿨에서 딸 루실의 일자리를 얻어냈다. 열두 살의 그는 그곳에서 실수를 저지를 때마다 엄한 벌을 받아야만 했다. 그는 학비를 내는 대신 학교서 청소,밥 준비등 학교의 잡일을 함으로써 학교를 다녔는데 그 영향으로 결벽증이 생겨 평소에도 손을 자주 씻고, 호텔에서 묵었을 때도 먼저 욕조를 깨끗이 닦는데다, 집에서도 깨끗이 청소를 했다.
1924년 조앤은 뉴욕으로 뛰쳐나와 무희로서 무대에 섰다. 그가 브로드웨이에서 춤추고 있을 때 MGM영화사와 5년간 계약을 맺고 1925년 로스엔젤레스로 나가 마침내 영화배우로서 첫걸음을 내딛게 되었다. 1927년 말 조앤 크로퍼드는 화려하게 변신했다. 매주일 머리 색깔을 바꾸고 다리가 환하게 드러나는 미니스커트를 입고서 춤을 추고, 말쑥한 남성에게 에스코트되어 거리를 활보하는 등 그의 최대 목표는 영원한 톱의 자리였다. 할리우드에서 타락한 생활을 보내는 동안 그에게 <흥행가의 독약 box office poison>이라는 칭호도 붙여졌다.
조앤 크로퍼드는 결혼을 네 번 했는데, 마치 약속이라도 한 듯 결혼생활은 4년간밖에 계속되지 않았다. 그는 남편을 바꿀 때마다 브랜드우드에 있는 자택의 호명을 금방 바꾸었다. 처음 결혼 상대자는 할리우드에서는 명문인 페어뱅크스 집안의 아들인 스물 다섯 살의 더글라스 페어뱅크스 주니어였다. 소위 <왕자와 신데렐라>라 불리던 두 사람은 가족들의 완강한 반대를 물리치고 1929년 6월에 결혼식을 올렸으나 4년 후 이상적이었던 결혼생활은 파국을 맞이했다. 두 사람은 아이를 갖고 싶어 했으나 더글라스의 아버지 아내인 메리 픽퍼드가 "나를 할머니로 만드는 일이 생기면 그냥 두지 않겠다"고 위협을 가하고 있는 가운데 조앤이 아이를 유산하면서 파국을 맞게 된 것이다. 후에 그는 유산이 아니고 낙태였다고 고백했다. 사실 <존>은 이혼에 앞서 클라크 게이블과의 연애에 정신이 팔려 있었다. 그는 기혼한 남자였으나 두 사람은 1960년에 그가 죽을 때까지 연애하던 때와 같이 좋은 친구로서 교제를 계속하였다. 조앤은 게이블을 "전 세계에서 가장 매력적인 남성"이라고 칭찬했으나 후에는 "스크린에서의 힘찬 야성미가 가득 찬 이미지와는 반대로 실제의 그는 섹스에 약했다"고 고백했다.
클라크 게이블과의 결혼을 단념한 조앤은 유복하고 교양이 풍부한 동부 출신의 배우 프랜쇼 톤과 1935년 10월 11일 결혼식을 올렸다. 그러나 이 결혼은 출발에서부터 불안이 뒤따르고 있었는데, 그는 아이만 생기면 원만해질 것이라고 믿었으나 두 차례의 유산 끝에 다시는 아이를 낳지 못하는 몸이 되어버렸다. 이때 톤과 어느 배우의 정사 현장을 목격한 조앤은 1939년 이혼을 단행하고, 한 여자 아이와 양자 결연을 맺어 그 이름을 존 크로퍼드 주니어라고 했다가 수개월 후에 <크리스티나>라고 바꾸었다.
이렇게 아이까지 곁에 두어도 남성의 애정에 굶주린 서른여덟 살의 조앤은 1942년 세 살 아래인 조연배우 필립 테리와 충동적으로 결혼해버렸다. 185cm의 장신에 근골이 강한 신체, 더구나 그와는 서로 알게 된 지 불과 6주일밖에 안 되는, 애정이라고는 눈곱만큼도 없던 두 사람의 결혼생활은 기계적인 것으로 변모되어 갔다. 조앤은 매일의 스케줄 표를 빈틈없이 만들어 촬영스텝에게 돌리고 있었는데, 거기에는 매일 저녁 전의 1시간 반을 필립과의 한때, 즉 섹스에 할당한 시간을 지정하고 있었다. 그 사이에 그는 두 번째로 남자 아이와 양자 결연하고 필립 테리 주니어라고 이름을 지었으나 1946년 테리와 이혼하자 곧 크리스토퍼 크로퍼드로 개명했다. 이어 조앤은 1947년 캐시와 신시아라는 두 아이와 양자결연을 맺었다. 이 아이들은 서로 생판 남남이고 생년월일도 물론 얼굴도 닮지 않았으나 그는 언제나 두 아이를 쌍둥이 취급했다.
조앤의 상식을 벗어난 행동은 나날이 노골적으로 변화되어 갔다. 록 허드슨이나 조지 네이터 등 젊은 사내들을 포함해서 수많은 남자들과 데이트를 하다가 결국에는 이혼소송의 피고로서 소송을 당하기도 했다. 쉰두 살의 조앤은 속옷만을 걸친 망칙스런 모습으로 영화감독 찰스 월터스의 개인 저택에 나타나 웃옷을 벗어던지고는 그를 향해 이렇게 외쳤다고 한다. " 당신이 앞으로 쓸 배우를 잘 감정해둬야 해요. "
조앤의 마지막 결혼은 1955년 5월 네 번째의 남편 앨프리드 스틸이었다. 그는 펩시 사장으로 정력적인 남성이었다. 1959년 그가 심장마비로 죽을 때까지 펩시의 판매 촉진을 꾀해 부부가 함께 전 세계를 돌고 있었다. 크로퍼드는 스틸이 죽자 흡연량과 알코올 섭취가 더 크게 늘었고 알콜 중독, 니코틴 중독이 된다. 알콜 중독으로 촬영장에서도 술을 마시고 말년에는 그가 좋아한 술 140Proof(섭씨 60도) 스미르노프 보드카에 의존했다. 이때문에 건강을 망치고 얼굴혈색이 나빠져 <크리스찬 사이언스 christian science> 로 말년에 알코올과 담배를 끊으나 이미 건강은 나빠져 암으로까지 발전되었다.
크리스천 사이언스로 나빠진 건강을 회복하려고 병원치료도 거부한 채 집에서 간호사에게 간호받았으나 1977년 5월 10일 장례식장에서 1,500명의 팬들에게 둘러싸인 가운데 췌장암으로 조앤은 세상을 떠났다.

## 일화

### 베티 데이비스와의 관계
베티 데이비스는 조앤 크로퍼드와의 라이벌로 잘 알려져 있다. 조앤 크로퍼드가 1920년대와 1930년대 초반의 스타였을 때, 베티는 힘들게 배역을 따내며 연기해가던 배우였다. 메트로 골드윈 메이어(MGM)의 영화에 출연하며 왈가닥 춤추는 소녀 캐릭터로 인기를 얻어 뜬 조앤 크로퍼드와 달리, 베티 자신은 연기학교에서 열심히 공부한 진지한 연기자라 생각하며 조앤을 자신과는 다른 부류라고 여겼다. 1930년대 중후반에는 베티의 인기는 나날이 높아진 것과 달리 조앤 크로퍼드의 인기는 서서히 떨어져 명성이 베티보다 낮아졌다.
조앤 크로퍼드가 인기를 위해서 언론과 가까이한 것과 달리, 베티는 언론과 가까이하길 좋아하지 않았다. 베티와 달리, 조앤 크로퍼드는 베티 데이비스의 뛰어난 연기를 흠모했다. 조앤이 자기보다 어린 배우들에게 밀려 메트로 골드윈 메이어에서 어쩔수 없이 나가게 되고 워너 브라더스로 이적했을 때, 조앤이 베티에게 편지 동봉과 함께 깜짝 선물로 꽃을 보낸 일화가 있다. 하지만 베티는 이를 돌려보냈고, 이후 조앤은 베티에게 스카프, 향수와 함께 꽃을 다시 선물했다. 하지만 베티는 이 또한 다 돌려 보냈다. 베티는 조앤과 배역 경쟁을 하는 것, 자신의 촬영장 옆에 조앤의 촬영장이 있는 것, 조앤이 자신이 주로 연기하는 우아하고 지성적인 배역을 맡는 것 조차 좋아하지 않았다.
조앤은 자신의 능력을 베티에게 인정받기 위해서 함께 호흡을 맞추고 싶어했지만 베티는 조앤과 곁을 주지 않았다. 시간이 흘러 베티와 조앤 둘 모두 인기가 시들면서 영화 외 작품에 모습을 더 많이 비추었다. 그러던 1962년, 베티가 브로드웨이 연극 《이구아나의 밤》(The Night of the Iguana)을에서 하고 있을 때 조앤이 베티를 찾아왔다. 조앤은 《제인의 말로》 원작의 복사본을 베티에게 보여주며 자신이 영화화 작품에 출연한다는 소식과 함께 동반 출연을 제안했다. 그리고 베티는 이 제안을 받아들여 조앤과 함께 영화 《제인의 말로에 출연하게 되었다.
영화 속에서와 마찬가지로 두 사람은 실제 라이벌 관계로 평생 원수같이 지내왔다고 알려졌다. 베티가 조앤의 몸에 불이 나도 난 오줌을 누지 않겠다는 발언을 하기도 했고, 조앤이 MGM의 래시(개)를 제외한 모든 남자와 잠자리를 했다는 비방도 서슴지 않을 정도였다고 한다. 베티는 영화 촬영장에 코카콜라 자판기를 가져다놓곤 하였는데, 조앤이 펩시콜라 사장의 부인이였기 때문이였다고도 한다. 조앤 역시 만만치 않았는데, 영화 《제인의 말로》 촬영 장면 중 베티가 가정부를 죽이고 자루를 담아 옮기는 장면이 있었는데, 조앤이 일부러 자루 안에 무거운 것을 집어넣어 베티의 허리를 다치게 했다는 소문이 있었다. 또 '나는 베티를 미워하지 않는다. 단지 분개할 뿐이다. 튀어나온 눈알, 담배, 우스꽝스러운 짤막한 대사들을 빼면 그녀에게 뭐가 남는가? 그 여자는 가짜다. 하지만 대중은 바로 그 점을 좋아하는 것 같다.' 와 같은 소문들도 있었다. 당대의 두 사람의 라이벌 관계는 영화 홍보에도 다분히 이용되었다.
두 사람은 프로답게 서로에게 예의를 지켜가며 촬영에 임했지만, 조앤 크로퍼드는 과거 아름답게 나왔던 자신이 현재는 힘 없고 늙은 퇴물로 나오는게 싫어 리허설 때 크게 울음을 터트렸고 될 수 있으면 늙게 보이지 않으려고 다분히 노력했다고 한다. 이를 베티 데이비스는 못마땅하게 여겼다. 또, 조앤은 촬영장에 리무진을 대기시키고 코디, 어시스턴트 등을 대동하는 등 스타처럼 보이는 걸 좋아했지만, 베티는 조앤의 이런 허영된 스타 의식을 좋아하지 않았다.
저예산으로 시작되었던 영화는 큰 성공을 거두었다. 베티 데이비스의 열연으로 베티는 그 해 아카데미 여우주연상 후보에 올랐지만, 조앤 크로퍼드는 후보에 오르지 못했다. 베티는 자신이 세 개의 오스카상을 수상한 최초의 배우가 될 것이라며 자랑스럽게 떠벌리고 다녔다. 반면 조앤은 《밀드레드 피어스》로 오스카상을 한 번 밖에 수상하지 못 했다. 베티는 오스카 시상식에서 단연 주목 대상이었기에 그 날 시상식에선 조앤에게 친절했다. 수상이 유력한 자신을 위한 밤이라고 생각했기 때문이였다.
조앤 또한 그 날은 공손한 태도를 일관했다. 시상식 내내 자신의 이름을 불리길 고대하던 데이비스는 충격에 빠졌다. 자신이 아닌 앤 밴크로프트가 《미라클 워커》로 여우주연상을 수상했기 때문이다. 베티가 멍하니 서 있을 때 누군가 팔을 잡으며 "실례하겠습니다."라고 말했다. 조앤 크로퍼드였다. 그는 얼이 빠져 있는 베티를 지나쳐갔다(오스카 수상자는 그날 시상식에 불참했다.) 영광의 밤이 될 거란 기대가 무너짐과 함께 베티 데이비스는 조앤에게서 잊기 힘든 오욕을 받았다.
몇 년 뒤 두 사람은 《제인의 말로》를 감독했던 로버트 앨드리치와 《허쉬...허쉬, 스윗 샬롯》을 같이 찍게 된다. 조앤은 베티와 함께 호홉을 맞추는 걸 나쁘게 여기지 않았다. 하지만 얼마 뒤 조앤은 폐렴으로 인해 영화에서 하차하게 되었다. 하지만 그 날의 오욕을 못 잊은 베티 데이비스는 조앤이 촬영장 내 코카콜라 자판기를 펩시 자판기로 교체하는 걸 혐오했고, 함께 영화 홍보용 사진 찍는 모습을 보이기 싫어했다.
《제인의 말로》에서 좀 추하게 나온 걸 아쉬워한 조앤은 이번 기회에 자신이 베티보다 더 아름답게 나오길 바랐다. 이를 불편해 한 베티 데이비스는 감독 로버트 알드리치에게 조앤 출연 분량을 점차 줄이라고 압박했다는 얘기도 있었다. 결국 《허쉬...허쉬, 스윗 샬롯》에서 조앤이 맡았던 역은 올리비아 드 하빌랜드에게 돌아갔다. 조앤은 이 소식을 폐렴으로 입원해있던 중 라디오를 통해 듣게 되었다. 그로서 같은 영화에 출연하게 된 베티 데이비스는 올리비아 드 하빌랜드와 급격히 친해져 서로 좋은 친구가 되었다.

### 게이 아이콘
베티 데이비스와 더불어 조앤 크로퍼드는 게이 아이콘(gay icon)이다. 아름다운 모습과 더불어 여성으로서 남성에 맞서 귀속되지 않은 의지 깊은 여성상은 페미니스트 뿐만 아니라 게이들에게도 환호를 받았다. 베티와 조앤이 함께 출연했던 《제인의 말로》는 특히 남자 게이들의 코미디적 패러디 대상이 되고 있고 조앤 크로포드를 나쁜 엄마로 묘사한 친애하는 어머니(Mommie dearest)도 특히 남자 게이들의 코미디적 패러디 대상이 되고 있다.

## 출연 작품
- 1967년 - 서커스 살인 (Berserk) - 모니카 리버스 역
- 1964년 - 공포의 환상 (Strait-Jacket) - 루시 하빈 역
- 1962년 - 제인의 말로 (What Ever Happened to Baby Jane?) - 블렌치 허드슨 역
- 1956년 - 오텀 리브스 (Autumn Leaves)
- 1955년 - 여왕벌 (Queen Bee) - 에바 필립스 역
- 1954년 - 자니 기타 (Johnny Guitar) - 비에나 역
- 1953년 - 토치 송 (Torch Song)
- 1952년 - 서든 피어 (Sudden Fear)
- 1947년 - 포제스트 (Possessed)
- 1946년 - 유머레스크 (Humoresque) - 헬렌 라이트 역
- 1945년 - 밀드레드 피어스 (Mildred Pierce) - 밀드레드 피어스 베라곤 역
- 1938년 - 여인들 (The Women) - 크리스탈 알렌

- 1936년 - 화려한 말괄량이 (The Gorgeous Hussy)
- 1933년 - 춤추는 여인 (Dancing lady)- 제니 발로우 역
- 1932년 - 그랜드 호텔 (Grand Hotel) - 속기사 역
- 1929년 - 헐리우드 리뷰 오브 1929 (The Hollywood Revue Of 1929)
- 1928년 〈춤추는 딸들 Our Dancing Daughters〉

## 참고 문헌
- Just Joan: A Joan Crawford Appreciation by Donna Marie Nowak. Albany, Bear Manor Media 2010. ISBN 978-1-59393-542-9.
- Joan Crawford: The Essential Biography by Quirk, Lawrence J., Schoell, William | UniversityPressofKentucky | 2002.09.01 ISBN 0-8131-2254-6
- Not the Girl Next Door(Joan Crawford, a Personal Biography) by Chandler, Charlotte | Simon&Schuster | 2007.11.22 ISBN 1-55783-751-1
- Possessed: The Life of Joan Crawford by Spoto, Donald | Harpercollins | 2011.06.28 ISBN 978-0-06-185601-3
- Joan Crawford (Hollywood Martyr) by Bret, David | PerseusBooksGroup 2008.02.14 ISBN 0-306-81624-5